# Kira Skov

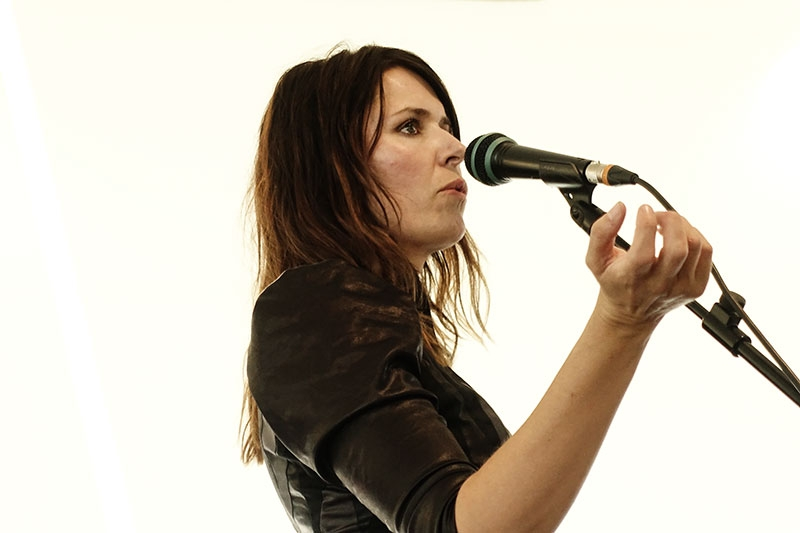
Kira Skov (2016)

Kira Skov (* 6. Juni 1976 in Rødovre) ist eine dänische Rock- und Fusion-Musikerin (Gesang, Komposition). „Sie bewegt sich frei zwischen Rock und Jazz mit starkem und intensivem Gesang.“

## Leben und Wirken
Skov wurde als Kind durch Tante und Onkel an die klassische Musik herangeführt. Mit etwa elf Jahren interessierte sie sich zunehmend für Rockmusik. Sie lernte Gitarrespielen, begann aber auch mit dem Gesang. 1993 zog sie nach Großbritannien, später in die USA und gründete die Band Butterfly Species, mit der sie bis zur Auflösung der Band 1999 musizierte. Dann kehrte sie nach Dänemark zurück, wo sie 2001 ein Stipendium des Statens Kunstfond erhielt, das es ihr ermöglichte, sich weiterhin auf die Musik zu konzentrieren. Sie schrieb eigene Titel und gründete 2002 wiederum eine Band, Kira & The Kindred Spirits. 2004 erregte sie Aufmerksamkeit durch ein Duett mit Lars H. U. G. auf dem Konzert Rock 'n' Royal anlässlich der Hochzeit des dänischen Kronprinzen Frederik von Dänemark. 2007 erhielt sie den Danish Music Award als beste Sängerin. Bis dahin brachte sie mit den Kindred Spirits drei Alben heraus, danach veröffentlichte sie weitere Tonträger mit einer Band namens Ghost Riders.
2011 startete Skov eine Solokarriere, wobei sie zunächst auf ihren Nachnamen verzichtete. 2011 erhielt sie gute Kritiken mit dem bei Sundance veröffentlichten „Memories of Days Gone By“ – einem Tribut an Billie Holiday. Im Trio Persona arbeitete sie mit Peter Kyed und Peter Peter Schneidermann (Epiphanies of Grandeur, 2012). 2013 erschien das Album „When We Were Gentle“, das zahlreiche Auszeichnungen errang. 2014 folgte das Album The Cabin Project, das sie gemeinsam mit Marie Fisker in den Wäldern Kanadas aufgenommen hatte. Gemeinsam mit der Saxophonistin Maria Faust, weiteren Jazzsolisten und einem kleinen Chor entstand 2016 in Estland das außergewöhnliche Album In the Beginning, das bei den Danish Music Awards sowohl als „Danish Jazz Composer of the Year“ und „Danish Jazz Vocal Release of the Year“ ausgezeichnet wurde, außerdem mit dem dänischen Kritikerpreis Steppeulv  für die Komponisten des Jahres. Mit Pianist Nikolaj Hess war sie zudem auf einer einmonatigen Tournee.
Nach dem Tod ihres Mannes, des Bassisten Nicolai Munch-Hansen, der auch Co-Autor von zahlreichen ihrer Songs war, plante sie eine musikalische Auszeit und wollte ein Buch schreiben. Stattdessen entstand ein weiteres Album, The Echo of You – Songs for Nicolai (2018) und in dänischer Sprache I nat blir vi Gamle (2019), „eine faszinierend-gruselige Symbiose aus Elektronik, Spoken Words und klassischem Singer-Songwriter-Handwerk.“ Auf ihrem Album Spirit Tree (2021) ist sie in Duetten mit Größen wie Mark Lanegan, Bill Callahan, Lenny Kaye, Bonnie „Prince“ Billy oder Steen Jørgensen zu hören. 2023 folgte das Album My Heart Is a Mountain, das ihren wiedergewonnenen Optimismus zeigt.